# Faca de luta

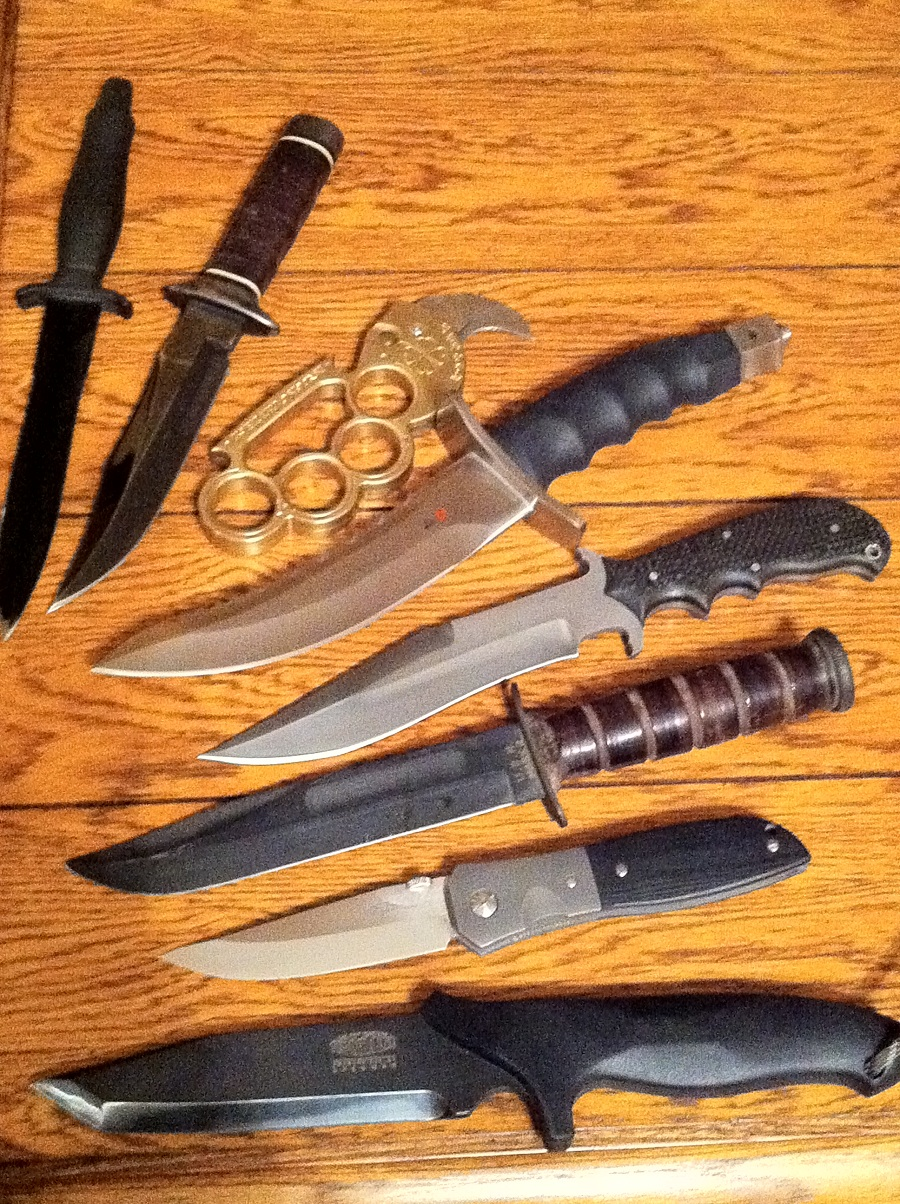
Vários exemplares de facas de luta.

Faca de luta é toda faca com uma lâmina projetada para infligir de forma mais eficaz uma lesão letal em um confronto físico entre dois ou mais indivíduos a uma distância muito curta (distância de luta). A faca de combate e a faca de trincheira são exemplos de facas de luta militares.
As facas de luta eram tradicionalmente projetadas como armas de uso especial, destinadas principalmente, senão exclusivamente, ao uso em combate pessoal ou corpo a corpo. Essa singularidade de propósito distinguia originalmente a faca de luta da faca de campo, faca de luta utilitária ou, no uso moderno, da faca tática. A faca tática é uma faca com um ou mais recursos militares projetada para uso em situações extremas, que pode ou não incluir uma capacidade de design como uma arma de luta ou combate. Desde a Primeira Guerra Mundial, a faca de luta no serviço militar gradualmente evoluiu para uma faca de duplo propósito ou "utilitária-luta", adequada tanto para combates com faca como para funções utilitárias. Como consequência, os termos "faca de luta" e "faca tática" são frequentemente empregados de forma intercambiável.

## Histórico

### Na antiguidade
As facas utilitárias com lâminas de pedra ou sílex foram, sem dúvida, usadas no combate pessoal desde os tempos paleolíticos. Uma das primeiras facas de combate com lâmina de metal foi a adaga. As primeiras adagas do início da Idade do Bronze apresentavam lâminas de cobre do Beaker (2400–2200 BC), provavelmente feitas com ferramentas de pedra. Em 1984, uma lâmina de adaga de cobre do período Beaker (ca. 2500 - 2000 aC) foi recuperada do rio Sillees perto de Ross Lough, County Fermanagh, Irlanda do Norte, que tinha uma aparência extremamente moderna. A lâmina de cobre plana e triangular tinha 171 mm (6,75 polegadas) de comprimento, 42,5 mm (1,65 polegadas) de largura e 2 mm (0,078 polegadas) de espessura máxima, com bordas chanfradas e ponta aguda, e apresentava uma espiga integral que aceitava uma alça rebitada. A análise do cobre usado na construção da adaga revelou que era de um tipo característico do cobre que era amplamente usado na Irlanda antes da introdução de ferramentas e armas de bronze. Por volta de 2.000 aC, punhais eram fundidos em bronze, com lâminas formadas por martelamento do metal em bigornas de bronze colocadas em guias.

## Navalha e faca tática

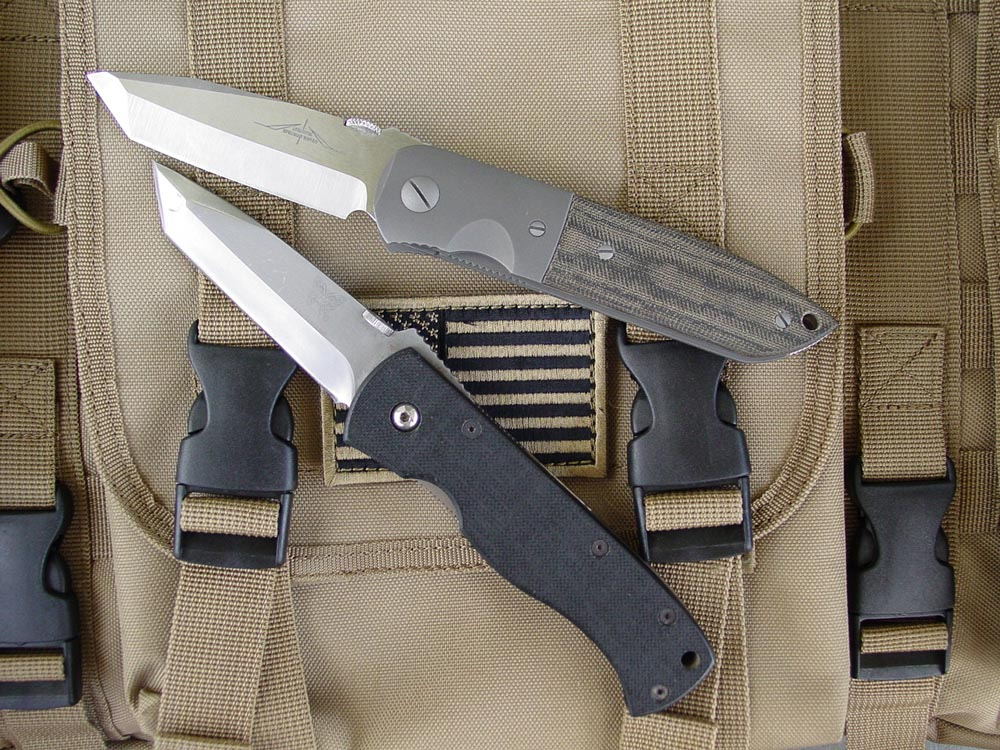
A "CQC6" personalizada da Emerson acima da 970 ("CQC7") da Benchmade.

Uma faca tática é uma faca com um ou mais recursos militares (marciais) projetada para uso em situações extremas. No uso popular, os termos "faca de luta" e "faca tática" são frequentemente empregados de forma intercambiável, embora a faca tática seja principalmente projetada para ser usada como uma ferramenta de utilidade, não como uma arma.
As facas dobráveis (também chamadas navalhas em Portugal) raramente ou nunca são projetadas primordialmente para uso como facas de luta ou facas de combate. No entanto, muitos exércitos e organizações militares emitiram navalhas ou facas dobráveis "utilitárias" que não se destinavam a ser usadas como armas, mas que tinham características táticas que agradavam tanto a militares quanto a civis. Isso inclui as facas alemãs: Mercator "Black Cat", e a da Luftwaffe Fallschirmjäger-Messer, a similar britânica "Ibberson" da Segunda Guerra Mundial e a faca automática de botão de pressão "M2" dos EUA na Segunda Guerra Mundial, também destinada ao uso de paraquedistas militares e tripulações de vôo.
Muitas facas dobráveis ou navalhas para civis também foram adquiridas tanto por civis quanto militares para uso como facas de uso geral. Entre eles está a Buck Knives' "Model 110 Folding Hunter", uma faca dobrável "lockback". Originalmente comercializado como uma faca de caça, o Modelo 110 era usado por militares do exército e da marinha como uma faca utilitária ou de emergência para cortar cordas, cintas, arreios, amarração e uma variedade de outras tarefas. Os fabricantes de facas personalizadas começaram a fazer facas semelhantes destinadas à aquisição privada por civis e militares. A primeira empresa de produção a fazer uma faca tática foi a Al Mar Knives com seu modelo "SERE" projetado para os militares com a contribuição do Coronel das Forças Especiais James N. Rowe em 1979.
Na década de 1990, as vendas de navalhas táticas/facas táticas dobráveis aumentaram drasticamente, e novos designs estavam sendo regularmente introduzidos em muitas grandes feiras de armas e facas. A tendência começou com fabricantes de facas personalizados, como Bob Terzuola, Michael Walker, Mel Pardue, Ernest Emerson, Ken Onion, Chris Reeve, Warren Thomas e Warren Osbourne. Essas facas eram mais comumente construídas com travas em linha, embora a McHenry & Williams tenha introduzido a trava axial "Axis", que é usada pela "Benchmade Knife Company", sob licença. O comprimento da lâmina variava de 3 até 12 polegadas, mas os modelos mais típicos nunca excederam 4 polegadas de comprimento da lâmina por razões legais na maioria das jurisdições dos Estados Unidos. O fabricante de facas Bob Terzuola é responsável por cunhar a denominação "Tactical Folder".
Em resposta à demanda, as empresas de produção ofereceram navalhas táticas e facas dobráveis táticas produzidas em massa. Empresas como Benchmade, Kershaw Knives, Buck Knives, Al Mar Knives, Gerber Legendary Blades e Spyderco colaboraram com os fabricantes, em alguns casos mantendo-os como designers em tempo integral. Fabricantes como Ernest Emerson e Chris Reeve chegaram ao ponto de abrir suas próprias fábricas de produção em massa como a Emerson Knives, Inc. e a Chris Reeve Knives.
Os críticos da "navalha tática" ou "faca tática dobrável" apontam que o design não é adequado para o combate individual quando comparado a uma faca de combate de lâmina fixa ou faca de combate construída para esse fim. A própria natureza de uma navalha ou faca dobrável significa que geralmente terá que ser recuperada e sua lâmina posicionada durante a luta - uma manobra impraticável durante uma luta. Estudantes de luta com faca também apontam que qualquer mecanismo de travamento pode falhar e que uma navalha ou faca dobrável, independentemente da força da trava, nunca pode ser tão confiável quanto uma faca de combate de lâmina fixa. Lynn Thompson, artista marcial e CEO da Cold Steel, apontou em um artigo na revista Black Belt que a maioria das navalhas táticas / facas táticas dobráveis são muito curtas para serem usadas em uma luta de faca e que, embora ele fabrique, venda e disponha de uma, não é a ideal para lutar.